# Интернет в Армении
Армне́т  (Armnet — от «arm» — сокращенно Армения, и «net» — сеть) — армянский сегмент Интернета.
По разным определениям это:
- армянский Интернет (армяноязычные и/или армяно-ориентированные сайты) (во всех доменах Интернета);
- Интернет в домене .am

Название "Армнет" возникло в конце 90-х, начале 2000-х годов. В Армнет входят все сайты, вне зависимости от доменных адресов и мест нахождения серверов, контент которых ориентирован на армянскую аудиторию интернета.
Армнет зародился намного раньше, чем начал развитие интернет в Армении, это обусловлено наличием многочисленной армянской диаспоры в США и Европе.
По состоянию на 2019 год, согласно докладу Freedom House, Армения делит с Францией 8 место в списке стран с самым свободным интернетом.

## WiMax в Армении
В 2008 году компания Комстар начала создание в Армении сети WiMax, на сегодня сеть действует в 19 крупных городах Армении.